# Gonfaron
Gonfaron est une commune française située dans le département du Var, en région Provence-Alpes-Côte d'Azur.

## Géographie

### Localisation
Gonfaron, village du Centre Var situé à 10 km de Le Luc, à 22 de Le Thoronet, à 24 de Brignoles et à 44 de Toulon, est membre de la communauté de communes Cœur du Var.
| Flassans-sur-Issole | Le Luc       | Le Luc     |
| Pignans             | Gonfaron     | Les Mayons |
| Pignans             | Collobrières | Les Mayons |

### Géologie et relief
Le village est adossé à la colline de la Roquette, à environ 200 m d'altitude. Il est niché au pied du massif des Maures dont la face Nord et les crêtes culminantes, Notre-Dame-des-Anges et la Sauvette, dominent la région, à l'extrémité ouest de la plaine des Maures.
La commune se compose de 191,92 hectares de territoires artificialisés (4,60 %), 1 535,55 hectares de territoires agricoles (36,82 %) et 2 442,93 hectares de forêts et milieux semi-naturels (58,58 %).
la commune se compose de 191,92 ha de territoires artificialisés (4,60 %), 1 535,55 ha de territoires agricoles (36,82 %) et 2 442,93 ha de forêts et milieux semi-naturels (58,58 %).
Espaces naturels :
- Un espace protégé hors Natura 2000 :

Lac de Bonne Cougne.
- Deux espace protégé Natura 2000 :

Marais de Gavoty - lac de Bonne Cougne - lac Redon.
La plaine et le massif des Maures.
- Huit zones naturelles d'intérêt écologique, faunistique et floristique (Znieff) :

Étang de Bonne Cougne,
Massif des Maures,
Maures septentrionales de Notre-Dame-des-Anges à la Garde-Freinet,
Plaine des Maures (Type 1),
Plaine des Maures (Type 2),
Collines et plaines de la Roquette à Vergeiras,
Vallée de l'Aille,
Dépression et collines du Centre Var.
- Sites bioarchéologiques :

Perles (grotte des),
Fouant Croutado.

### Hydrographie et les eaux souterraines
La commune est traversée par l'Aille, un affluent de l'Argens, ainsi que par plusieurs de ses affluents, et ses 5 ruisseaux : de la Nasque, des Bourganières, de Front Fraye et de la Haute Sauvette.

#### Ressource en eau des contreforts de la Sainte-Baume
Dans le secteur Cœur du Var, les communes de Gonfaron, Les Mayons, Le Cannet des Maures, Le Luc et Le Thoronet, appartenant au territoire Cœur de Var, n’ont pas été intégrées au secteur « Ouest Cœur de Var ». Ces cinq communes sont desservies par le syndicat d’Entraigues, dont les ressources en eau relève d’un autre contexte géographique.
- Le secteur « Ouest Cœur de Var » regroupe six communes (Cabasse, Flassans-sur-Issole, Besse-sur-Issole, Pujet-Ville, Carnoules et Pignans)[18].

### Climat
Pour des articles plus généraux, voir Climat de Provence-Alpes-Côte d'Azur et Climat du Var.
En 2010, le climat de la commune est de type climat méditerranéen franc, selon une étude du Centre national de la recherche scientifique s'appuyant sur une série de données couvrant la période 1971-2000. En 2020, Météo-France publie une typologie des climats de la France métropolitaine dans laquelle la commune est exposée à un climat méditerranéen et est dans la région climatique Var, Alpes-Maritimes, caractérisée par une pluviométrie abondante en automne et en hiver (250 à 300 mm en automne), un très bon ensoleillement en été (fraction d’insolation > 75 %), un hiver doux (8 °C) et peu de brouillards.
Pour la période 1971-2000, la température annuelle moyenne est de 14,3 °C, avec une amplitude thermique annuelle de 15,8 °C. Le cumul annuel moyen de précipitations est de 879 mm, avec 6,6 jours de précipitations en janvier et 1,9 jours en juillet. Pour la période 1991-2020, la température moyenne annuelle observée sur la station météorologique de Météo-France la plus proche, « Le Luc », sur la commune du Cannet-des-Maures à 9 km à vol d'oiseau, est de 15,5 °C et le cumul annuel moyen de précipitations est de 832,3 mm. 
La température maximale relevée sur cette station est de 42,7 °C, atteinte le 7 juillet 1982 ; la température minimale est de −17 °C, atteinte le 12 février 1956,,.
Les paramètres climatiques de la commune ont été estimés pour le milieu du siècle (2041-2070) selon différents scénarios d'émission de gaz à effet de serre à partir des nouvelles projections climatiques de référence DRIAS-2020. Ils sont consultables sur un site dédié publié par Météo-France en novembre 2022.

## Urbanisme

### Typologie
Au 1er janvier 2024, Gonfaron est catégorisée bourg rural, selon la nouvelle grille communale de densité à sept niveaux définie par l'Insee en 2022.
Elle appartient à l'unité urbaine de Gonfaron, une agglomération intra-départementale regroupant quatre  communes, dont elle est ville-centre,,. Par ailleurs la commune fait partie de l'aire d'attraction du Luc, dont elle est une commune de la couronne,. Cette aire, qui regroupe 5 communes, est catégorisée dans les aires de moins de 50 000 habitants,.

### Occupation des sols
L'occupation des sols de la commune, telle qu'elle ressort de la base de données européenne d’occupation biophysique des sols Corine Land Cover (CLC), est marquée par l'importance des forêts et milieux semi-naturels (58,7 % en 2018), en diminution par rapport à 1990 (62,1 %). La répartition détaillée en 2018 est la suivante : 
forêts (47,4 %), cultures permanentes (27,6 %), milieux à végétation arbustive et/ou herbacée (11,3 %), zones agricoles hétérogènes (8,2 %), zones urbanisées (4,6 %), terres arables (0,9 %). L'évolution de l’occupation des sols de la commune et de ses infrastructures peut être observée sur les différentes représentations cartographiques du territoire : la carte de Cassini (XVIIIe siècle), la carte d'état-major (1820-1866) et les cartes ou photos aériennes de l'IGN pour la période actuelle (1950 à aujourd'hui).

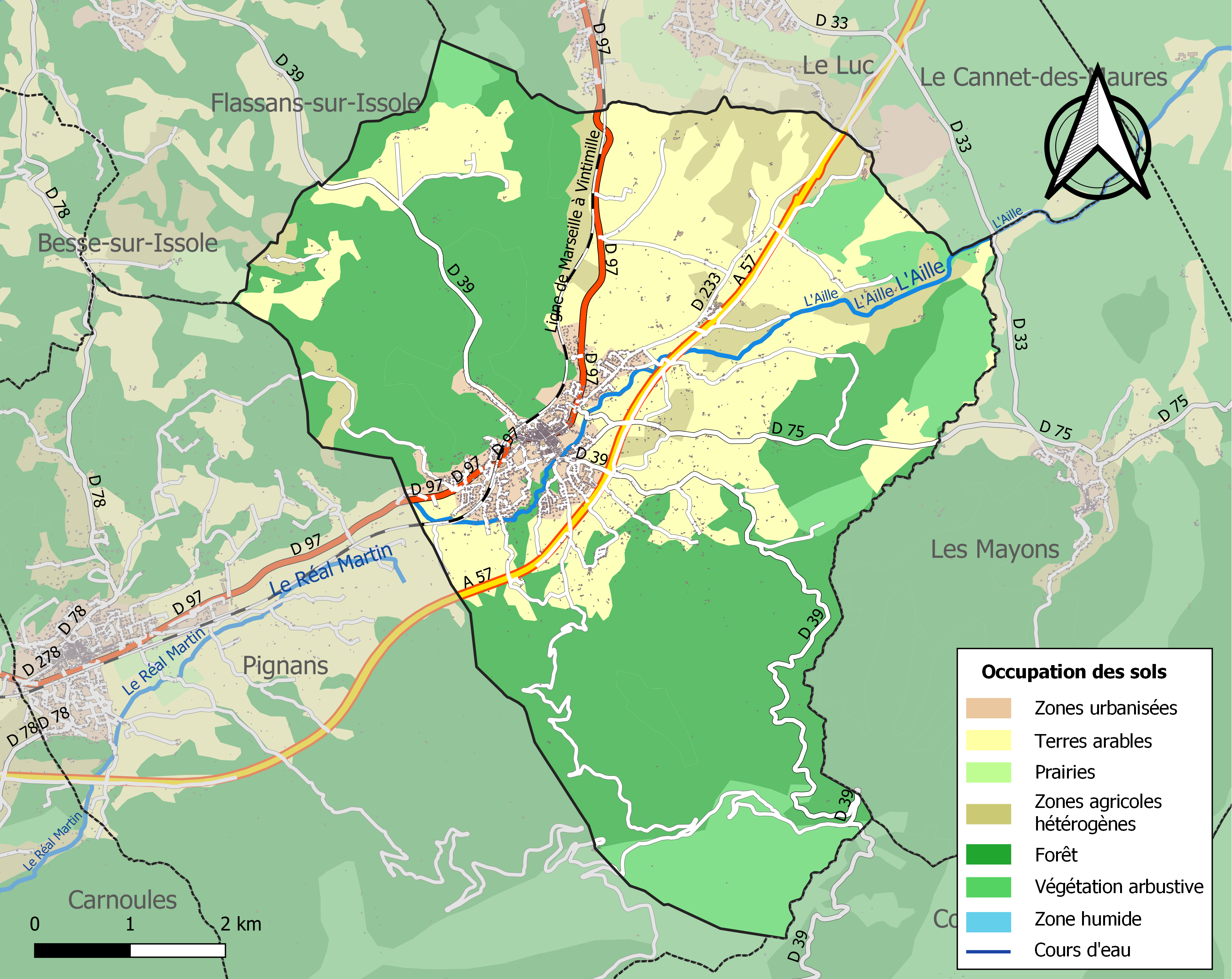
Carte des infrastructures et de l'occupation des sols de la commune en 2018 (CLC).

### Lieux-dits, hameaux et écarts
- lieu-dit Aille[32] ;
- lieu-dit Saint-Jacques[33].

### Voies de communications et transports

#### Voies routières
La commune est traversée par l'autoroute A57. la sortie la plus proche est la  11, entre Carnoules et Pignans. La route départementale RD 97, reliant Le Luc à Toulon, passe par le centre du village.

#### Transports en commun
- Transport en Provence-Alpes-Côte d'Azur

Commune desservie par le réseau régional de transports en commun Zou ! (ex Varlib). Les collectivités territoriales ont en effet mis en œuvre un « service de transports à la demande » (TAD), réseau régional Zou !.

##### Lignes SNCF
La gare de Gonfaron est desservie par les TER Provence-Alpes-Côte d'Azur, sur la ligne de Marseille-Saint-Charles à Vintimille.

### Risques majeurs

#### Risque sismique
La commune est située en zone 2, sismicité faible.

## Toponymie
Gonfaronus, Gonfanonus (bas latin), Gonfanonem (1039), Confanone (1062), Gonfarone (1341), Gonfaron (1793). Son nom en provençal est Gonfaron (écriture classique) et Gounfaroun (écriture mistralienne) et leur prononciation identique avec le -r intervocalique roulé presque comme un -l.

## Histoire

### Préhistoire
Les premières traces d'habitat sur la commune ont été retrouvées dans deux grottes, de la colline de la Roquette. Elles remontent à l'âge du bronze. Proche de ses grottes se trouvent les restes d'un oppidum ligure.

### Antiquité
Des traces d'occupation romaine, datant de 100 av. J.-C., ont été retrouvées le long de la route reliant Gonfaron à Flassans-sur-Issole.

### Moyen Âge
Le village faisait partie de la seigneurie de Pignans. En 1481, Charles V d'Anjou, alors comte de Provence, désigne Louis XI comme héritier. À son décès, la commune, comme l'ensemble de la Provence, est alors rattachée à la France.

## Politique et administration

### Intercommunalité
Gonfaron est membre de la communauté de communes Cœur du Var de 37 829 habitants, créée en janvier 2002.

### Liste des maires
| Période                                  | Période                   | Identité                   | Étiquette | Qualité |
| ---------------------------------------- | ------------------------- | -------------------------- | --------- | --- |
| Les données manquantes sont à compléter. |                           |                            |           | |
| Maire en 1920                            | ?                         | Oscar Carrassan            | Rad.      | Conseiller général du canton de Besse-sur-Issole (1919 → 1925)                                                                                              |
| mars 1977                                | mars 1989                 | Jules Cheilan, (1925-2011) |           | |
| mars 1989                                | juin 1995                 | Jean de Bengy (1939-2004)  | PS        | Haut fonctionnaire du Ministère de la Culture Président du SIVOM du Centre Var                                                                              |
| juin 1995                                | mars 2014                 | Yves Orengo                | UMP-DVD   | 9e vice-président de la CC Cœur du Var (2001 → 2014) |
| mars 2014                                | En cours (au 25 mai 2020) | Thierry Bongiorno (1967- ) | UMP-LR    | Chef d'entreprise BTP 3e vice-président de la CC Cœur du Var (2014 → 2020) 1er vice-président de la CC Cœur du Var (2020 → ) Réélu pour le mandat 2020-2026 |

### Finances communales

#### Budget et fiscalité 2023

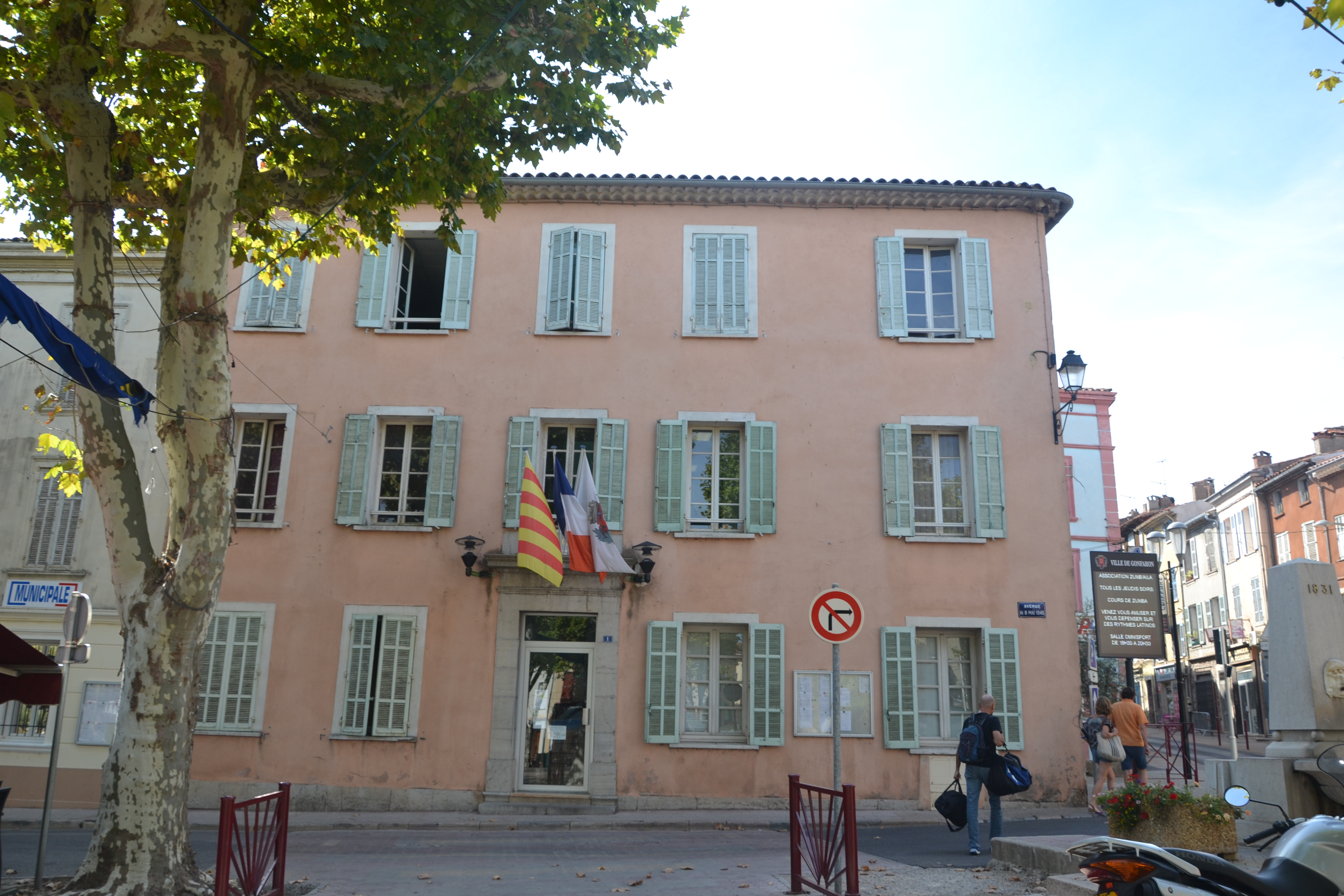
Mairie de Gonfaron.

En 2020, le budget de la commune était constitué ainsi :
- total des produits de fonctionnement : 5 836 000 €, soit 1 210 € par habitant ;
- total des charges de fonctionnement : 4 782 000 €, soit 1 084 € par habitant ;
- total des ressources d’investissement : 1 184 000 €, soit 269 € par habitant ;
- total des emplois d’investissement : 1 879 000 €, soit 426 € par habitant.
- endettement : 1 473 000 €, soit 334 € par habitant.

Avec les taux de fiscalité suivants :
- taxe d’habitation : 22,17 % ;
- taxe foncière sur les propriétés bâties : 37,91 % ;
- taxe foncière sur les propriétés non bâties : 77,82 % ;
- taxe additionnelle à la taxe foncière sur les propriétés non bâties : 0,00 % ;
- cotisation foncière des entreprises : 0,00 %.

Chiffres clés Revenus et pauvreté des ménages en 2021 : médiane en 2021 du revenu disponible, par unité de consommation : 21 490 €.

### Politique environnementale
Une nouvelle station d'épuration d'une capacité de 6350 équivalent-habitants a été réalisée,,,.

## Population et société

### Démographie
L'évolution du nombre d'habitants est connue à travers les recensements de la population effectués dans la commune depuis 1793. Pour les communes de moins de 10 000 habitants, une enquête de recensement portant sur toute la population est réalisée tous les cinq ans, les populations de référence des années intermédiaires étant quant à elles estimées par interpolation ou extrapolation. Pour la commune, le premier recensement exhaustif entrant dans le cadre du nouveau dispositif a été réalisé en 2004.

En 2022, la commune comptait 4 349 habitants, en évolution de +0,83 % par rapport à 2016 (Var : +4,98 %, France hors Mayotte : +2,11 %).
| 1793  | 1800  | 1806  | 1821  | 1831  | 1836  | 1841  | 1846  | 1851  |
| ----- | ----- | ----- | ----- | ----- | ----- | ----- | ----- | ----- |
| 1 102 | 1 295 | 1 323 | 1 399 | 1 596 | 1 673 | 1 810 | 1 773 | 1 882 |

| 1856  | 1861  | 1866  | 1872  | 1876  | 1881  | 1886  | 1891  | 1896  |
| ----- | ----- | ----- | ----- | ----- | ----- | ----- | ----- | ----- |
| 2 101 | 2 491 | 2 457 | 2 480 | 2 339 | 2 175 | 2 085 | 2 577 | 2 524 |

| 1901  | 1906  | 1911  | 1921  | 1926  | 1931  | 1936  | 1946  | 1954  |
| ----- | ----- | ----- | ----- | ----- | ----- | ----- | ----- | ----- |
| 2 555 | 2 232 | 2 241 | 2 048 | 2 115 | 2 164 | 2 035 | 1 706 | 1 627 |

| 1962  | 1968  | 1975  | 1982  | 1990  | 1999  | 2004  | 2006  | 2009  |
| ----- | ----- | ----- | ----- | ----- | ----- | ----- | ----- | ----- |
| 1 752 | 2 133 | 2 308 | 2 277 | 2 566 | 2 805 | 3 481 | 3 713 | 4 107 |

| 2014  | 2019  | 2022  | - | - | - | - | - | - |
| ----- | ----- | ----- | - | - | - | - | - | - |
| 4 302 | 4 329 | 4 349 | - | - | - | - | - | - |

### Enseignement
Établissements d'enseignements :
- La commune de Gonfaron compte[54] :
  - une école maternelle, l'école publique Jules-Serre,
  - une école primaire publique, l'école Jean-Aicard,
- Le collège de rattachement des Gonfaronnais est le collège Pierre-de-Coubertin au Luc-en-Provence.
- Le lycée de rattachement est le lycée Raynouard à Brignoles.

### Santé
Professionnels et établissements de santé :
- Un centre de santé comptant trois médecins généralistes, kiné, infirmières, ostéopathes, podologue, pédicure est implanté dans la commune[56].
- Pharmacies à Gonfaron, Pignans.
- Hôpitaux à Le Luc, Pierrefeu-du-Var, Bormes-les-Mimosas.
- Centre hospitalier intercommunal Toulon-La Seyne-sur-Mer.
- Hôpital privé Toulon Hyères-Saint Jean[57] à 43 km.

### Cultes
La paroisse catholique romaine de l'Immaculée Conception est une paroisse du diocèse de Fréjus-Toulon, son curé est le père Krzysztof KLYSIAK.
La Salle du Royaume (Temple des Témoins de Jéhovah), située chemin de la Gare.

## Économie
L'activité agricole à travers son patrimoine :
- Moulins à huile[59],[60] ;

- Moulin à farine[61] ;
- Coopérative vinicole dite Coopérative les Maîtres Vignerons de Gonfaron[62] ;

Autres activités :
- Tuilerie, puis ferme[63].
- L'industrie de liège dans le massif des Maures[64].

## Culture locale et patrimoine

### Lieux et monuments

#### Patrimoine religieux
- L'Église de Saint-Jacques de Cagnosc. Il n'en reste qu'un pan de mur. Elle daterait du XIe siècle ;
- L'église Immaculée-Conception » consacrée en 1865[65],[66] et sa cloche de 1674[67] ;
- La chapelle Saint-Quinis : reconstruite plusieurs fois, l'actuelle date de 1849[68], et sa cloche de 1645[69] ;
- La chapelle Saint-Sépulcre[70] ;
- La chapelle Notre-Dame-du-Figuier[71] ;
- La croix monumentale dite Croix de mission[72].

#### Patrimoine civil
- Les monuments aux morts[73],[74],[75],[76],[77].
- La tour de l'Horloge (1850) est surmontée d'un campanile[78] ;
- La fresque de l'âne volant[79] ;
- La place de la Victoire est particulièrement vaste ;
- Parc du château des Houerts[80] ;
- Fontaines et lavoirs[81],[82],[83],[84],[85],[86],[87],[88],[89],[90],[91],[92],[93].

### Légendes

#### La légende de l'âne volant

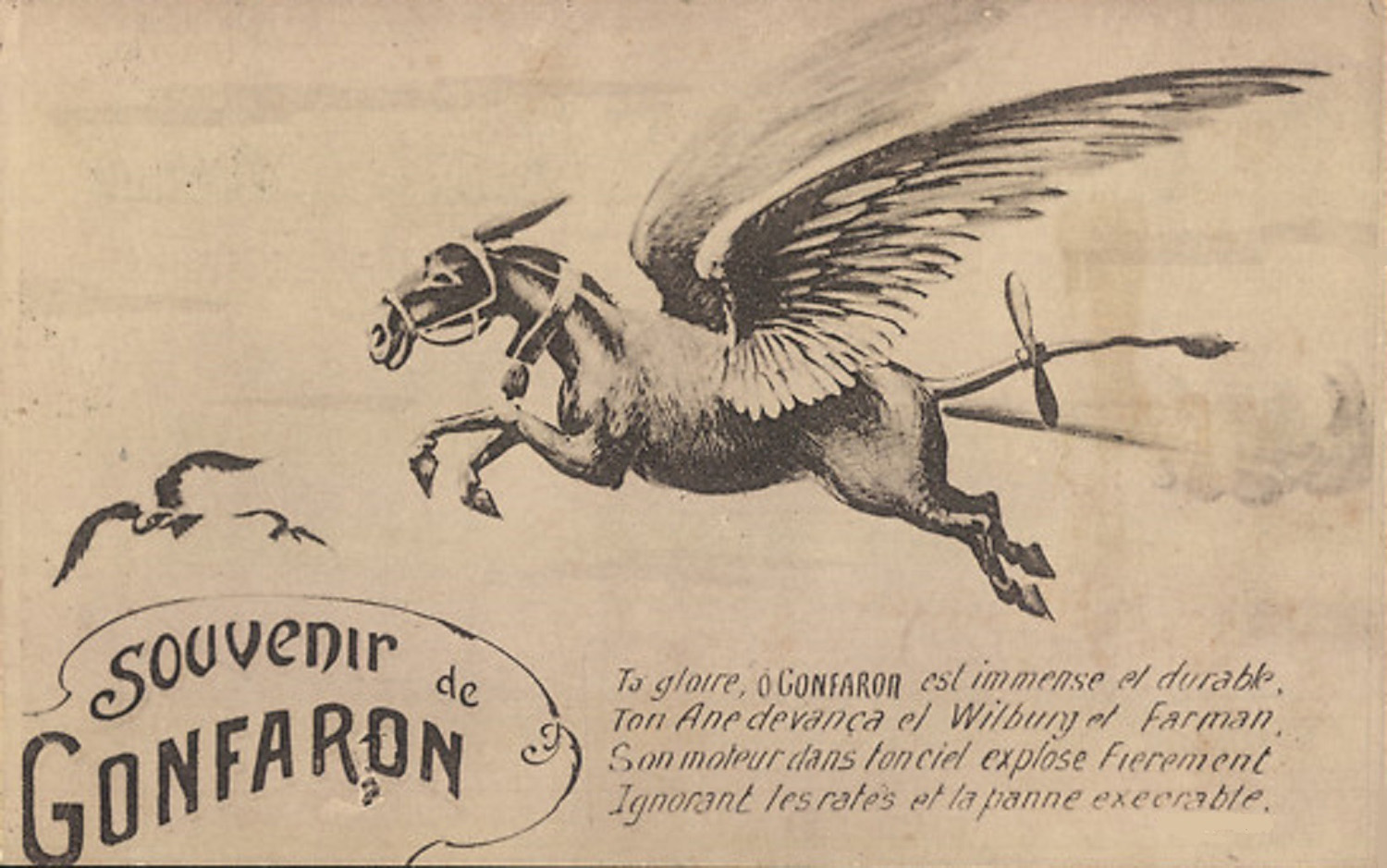
Carte postale ancienne.

La commune est surtout connue pour la légende de l'âne volant. Cette légende lie le village à saint Quinis, son saint patron. La chapelle qui surplombe le village porte d'ailleurs le nom de chapelle de Saint-Quinis. La mention de « Âne volant » est reprise tant dans des enseignes de magasin que des noms d'associations locales.

La fête de l'âne volant se fête en avril. En fin de journée, l'âne édifié à cette occasion est brûlé. Au cours du temps, plusieurs versions de la légende son nées. La légende la plus réputée est celle-ci : le village est surmonté par une chapelle portant le nom de son saint patron, saint Quinis. La tradition voulait que les habitants se réunissent pour une procession vers la chapelle, il était donc demandé aux habitants de nettoyer les rues par lesquelles passerait le cortège. En 1645, un Gonfaronnais « grincheux » refusa, on ne sut jamais pourquoi, de faire cette besogne de propreté et s'écria simplement : « Si saint Quinis trouve le passage trop sale, il n'aura qu'à sauter par-dessus ! ». Selon certains, il ajouta quelques propos désobligeants. 

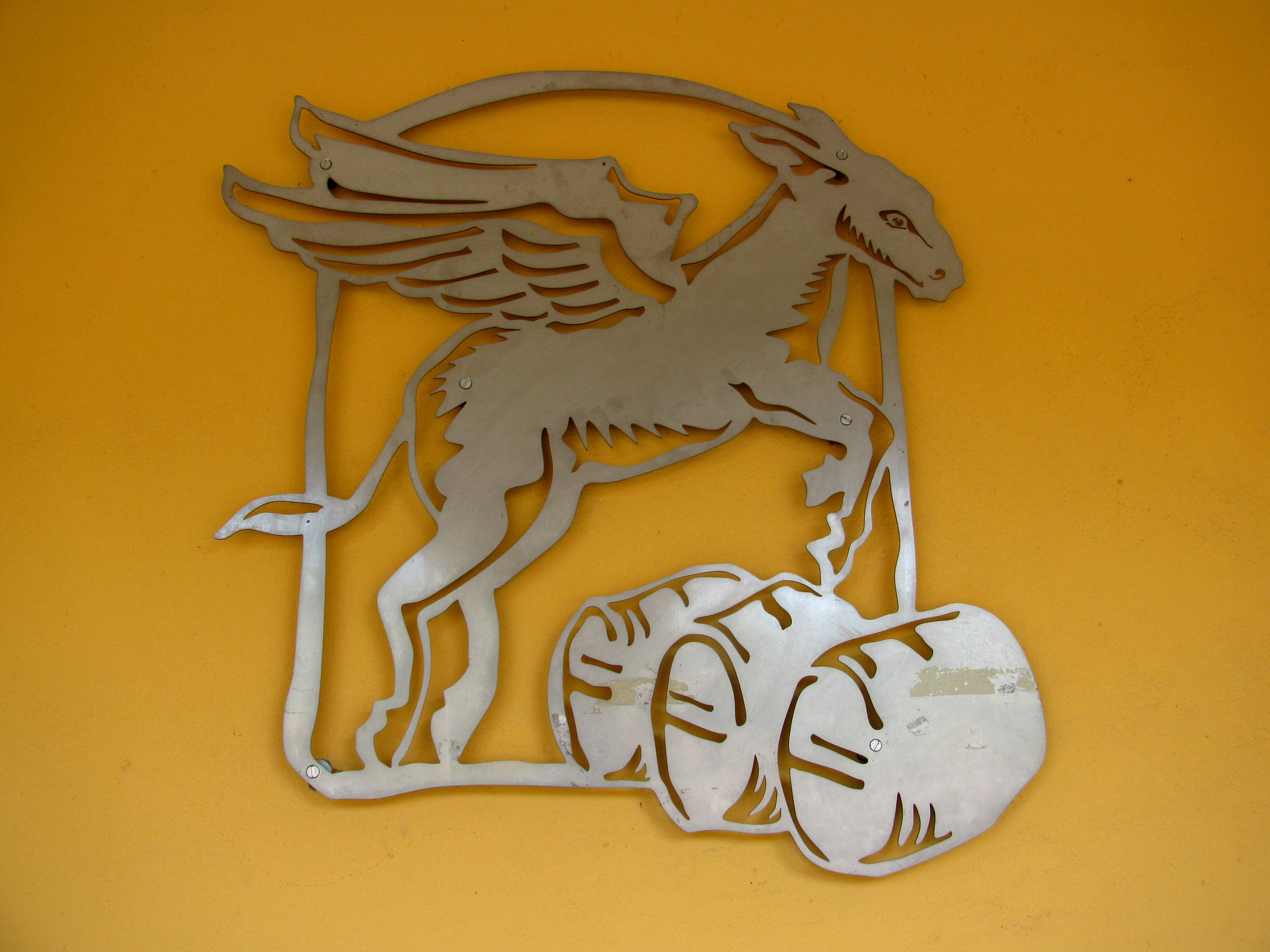
Le pays où les ânes volent dans le caveau de dégustation de la cave.

La municipalité fit procéder d'autorité au travail nécessaire. La fête eut lieu dans la joie et la bonne humeur, mais l'incident resta pourtant dans la mémoire des habitants... Quelque temps après, le vieil homme revenant de la campagne sur son âne, descendait les pentes de la Carnaraute (nom local de la montagne qui domine Gonfaron au nord). Or sa bête, énervée par les taons, prit soudain une allure précipitée. À tel point que, quittant son chemin, elle fit un vol plané au-dessus du ravin tandis que son piteux cavalier était projeté rudement sur le sol. Connue aussitôt, sa mésaventure fit la joie et la risée de tout le pays, et chacun de s'écrier : « C'est bien fait, saint Quinis l'a puni, son âne a volé ».
Cette légende, quelle qu'en soit la version retenue, est directement liée à une expression familière, « à Gonfaron les ânes volent / à Gounfaroun leis ai volon », destinée à indiquer à son interlocuteur que l'on n'en croit rien, que l'on n'est pas dupe de ce qui vient d'être dit. L'expression d'origine en provençal joue sur l'homophonie entre Gounfaroun et gounfaloun ou gounfaroun, mot qui signifie bannière. Et une bannière vole dans le vent, comme l'âne de la légende,.

#### La vie de saint Quinis

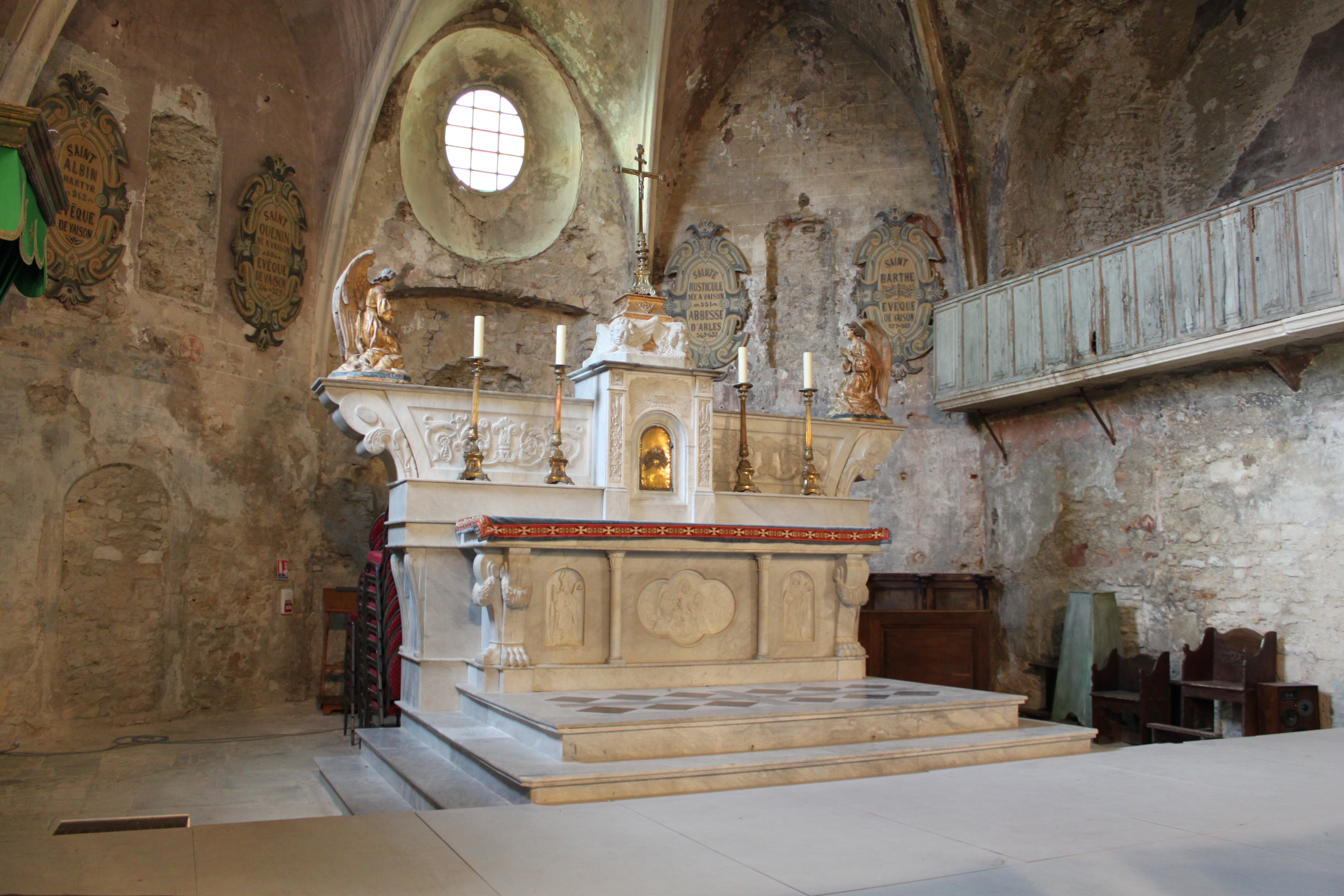
Maître-autel de la cathédrale Saint-Quenin à Vaison-la-Romaine.

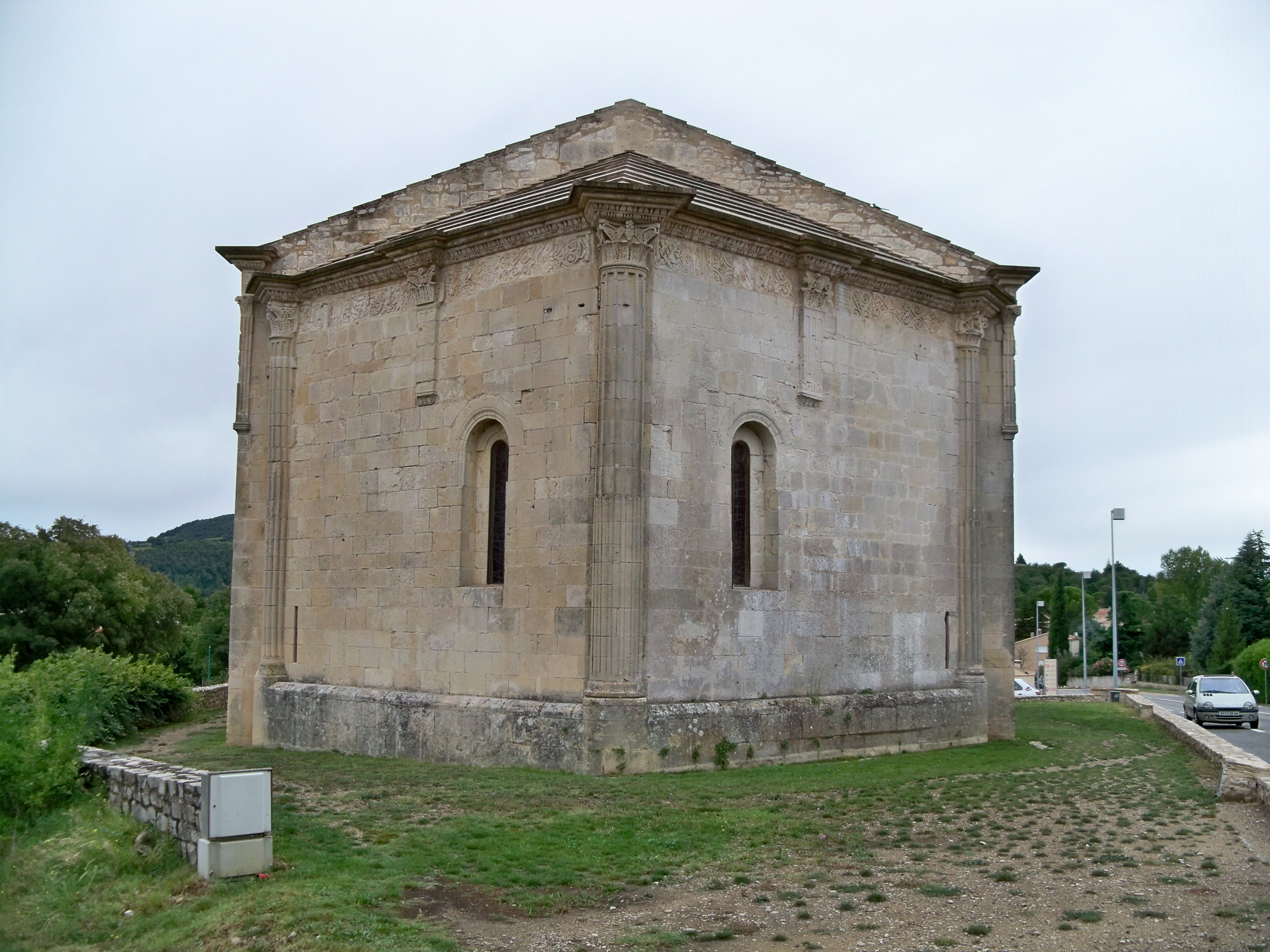
Abside triangulaire de la chapelle de saint Quenin à Vaison-la-Romaine.

Saint Quinis, patron de Gonfaron, est né à Vaison-la-Romaine (Vaucluse) vers l’an 500. On le nommait "Quenin" ou "Quinidius" (en latin). Ses parents étaient chrétiens, très pieux et son père occupait un poste important à la municipalité. Sa mère fit un jour un pèlerinage à Arles et là, elle entendit une voix lui annonçant qu’elle aurait un fils qui serait évêque et ferait beaucoup de conversions de pécheurs et de miracles.
Quinis fut baptisé à sa naissance et élevé dans la religion chrétienne par de très bons maîtres. Très bon élève, il apprit en classe : la grammaire, le latin, le calcul, la musique. Quand il fut plus grand, l’évêque de Vaison l’envoya compléter son instruction au monastère des Îles de Lérins (îles en face de Cannes), qui existe toujours. Les moines y tenaient une école très connue et très bonne où l’on formait des savants, des prêtres et même des évêques.
Quinis partit donc et passa par Avignon, Brignoles, Besse-sur-Issole, Gonfaron. Il traversait les villes et les campagnes, couchant chez les paysans ou dans les auberges. Il prêchait l’évangile de Jésus avec charité et douceur aux personnes qu’il rencontrait sur son chemin. Il parlait aux laboureurs, aux vignerons, aux bergers, aux bûcherons et leur apprenait la charité et l’amour de Dieu. Il leur conseillait d’abandonner les cultes païens, hérités des Romains.
Comme le Vaisonnais avait séjourné à Gonfaron et converti la population, celle-ci fit construire une chapelle, en son honneur, au Xe siècle. Située en haut du vieux village ; elle subit de nombreux avatars. Elle fut détruite, une première fois, au XVIe siècle au cours des guerres de Religion et restaurée en 1638 puis en 1849, un peu plus bas que l’ancienne. Pourtant, une quarantaine d’années de nouveaux travaux de réfection s'imposèrent, enfin au XXe siècle une ultime rénovation fut nécessaire. Chaque année, au mois de février, les paroissiens du village fête leur saint lors d'une neuvaine. Celle-ci a perduré quant à la fête de l’âne, elle se déroule fin mars, et la statue de saint Quinis l'accompagne en procession jusqu'à la chapelle.

### Personnalités liées à la commune
- Le peintre  Janusz de Rola a vécu à Gonfaron de 1981 à sa mort. Un pont[99] porte d'ailleurs son nom.
- Le pilote Henri Julien (en), né en 1927, qui créa en 1968, l'écurie de course automobile AGS Automobiles Gonfaronnaises Sportives. Cette marque participa à d'innombrables compétitions en Formule France, Formule Renault, Formule 3, Formule 2, Formule 3000, et même Formule 1 de 1986 à 1991. C'est sur son initiative que fut fondé le Circuit du Var au Luc que l'équipe utilise toujours. AGS survit à son départ de la Formule 1, dès 1992 germe l'idée d'utiliser le matériel de l'équipe dans le cadre de stages de pilotage haut de gamme. En 2002, AGS a même conçu des toutes nouvelles Formule 1 répondant à la réglementation technique en vigueur : les SH01, SH02, SH03 et deux biplaces. Outre ces dernières et les anciennes JH24, l'entreprise propose aussi de piloter dans le cadre de ses stages des anciennes Arrows, Prost Grand Prix, Jordan Grand Prix ainsi qu'une Peugeot 905. Henri Julien est aussi détenteur du record du monde de l'heure des Racer 500 le 3/9/1997 à la vitesse de 222,557 km/h en collaboration avec son ami Bernard Boyer[100].
- Jeannine Leïd, conservatrice des valeurs gonfaronnaises et de l'histoire de ce village[101]. L'association Les Amis de Saint-Quinis a pour but de venir en aide aux plus démunis mais aussi à l'amélioration de la vie des paroissiens.
- Lucien Sapin, peintre et sculpteur est arrivé à Gonfaron à l'âge de 6 mois. Très jeune, il fera de la sculpture son métier. Chef d'atelier des Marbres Français, il dirige 32 ouvriers ; attaché au musée du Louvre au titre de meilleur ouvrier de France, il restaure : La grande galerie du Louvre avec son équipe de spécialistes en ce qui concerne la marbrerie, et le pavillon de Flore. Chargé de mission par le ministère de la Culture, il travaille dans les musées étrangers. Il visite des carrières et sélectionne des marbres pour les restaurations futures[102].
- Fernand Briano, leveur de liège, à qui le musée du liège de Gonfaron[103] consacre un encart, puis pompier bénévole où il applique des contre feux, système interdit actuellement[104], et toute sa vie il forme les jeunes à la chasse, passion qu'il a pratiqué jusqu'à 90 ans. Il œuvra aussi à la Résistance de Gonfaron durant la Seconde Guerre mondiale où il fut maquisard; il alimentait ses collègues abrités dans un cabanon dans les Maures, notamment[105].

### Héraldique
|  | La commune porterait : De gueules à la hure de sanglier en chef et au renard argenté en pointe, les deux au naturel |